# 후루야마 렌
후루야마 렌(일본어: 古山 蓮, 1998년 11월 11일~)는 일본의 축구 선수이다.

## 구단 경력
그는 2019년 J3리그의 YSCC 요코하마에 입단했고, 4년동안 팀에서 뛰었다.